# 천궁보
천궁보(중국어 정체자: 陳公博, 병음: Chén Gōngbó, 1892년 10월 16일 ~ 1946년 6월 3일)는 중화민국의 전 정치인이다. 중일전쟁 동안 왕징웨이와 함께 친일괴뢰정권 난징 국민정부 설립에 앞장섰으며, 왕징웨이 정권에서 입법부장으로 활동했다. 전후 일본에 부일협력한 앞잡이로 한간(漢奸)으로 재판받아 사형선고되었다.

## 생애
1892년, 광둥성의 난하이 구에서 청나라의 고위관리의 아들로 태어났다. 1917년 광저우 법정전문학교를 졸업한 후 같은 해 차이위안페이가 학장을 맡고 있던 베이징 대학 철학문에 입학하였다. 재학 중 리다자오와 천두슈의 제자가 되었고, 1919년 5.4 운동 전후로 마르크스-레닌주의자로 활동을 시작하였다. 1920년 대학 졸업과 함께 중국 공산당 창당에 참여하였다.
1921년 3월 중국 공산당 광저우 지부 설립에 참여하였고, 1921년 7월, 상하이에서 열린 중국 공산당 제1차 전국대표대회에서 광저우 대표로 참여하였다. 1923년에 그는 공산당에서 탈당하였다.
1925년 미국에 유학했다가 돌아와 중국 국민당에 입당하였고, 1926년 1월 광저우에서 열린 중국 국민당 제2차 전대에서 중앙 집행위원에 선출되었다. 1926년 장제스의 북벌에 참여하였고, 1927년 왕징웨이의 우한 정부 성립에 합류하였다.
그러면서 장제스의 상하이 쿠데타 이후 우한에서 왕징웨이와 반공에 가담하였으나, 광저우 봉기에 소극적으로 대처하다, 경고 처분을 받고 장제스에 의해 1927년 홍콩으로 축출되었다.
다음 해 1928년 그는 공개적으로 중국 국민당 개조의 기치를 내걸었고, 장제스에 대항하는 노선을 분명히 밝히게 된다. 그렇게 함으로써, 1929년에 천궁보는 중국 국민당에서 제적당하게 된다.
1937년 중일전쟁이 발발하자, 그는 베트남 하노이로 가서 왕징웨이를 만난다. 그리고 왕징웨이를 따르는 자들과 함께 친일 매국노선을 걷게 되었고, 1940년 3월 30일, 일본의 꼭두각시 정부인 난징 국민정부의 주요직을 맡게 된다. 난징 국민정부에서는 입법원장직으로 왕징웨이 다음가는 제2인자 지위에 있었다. 1944년 왕징웨이가 병사하자, 그는 왕징웨이의 후계자가 되어 난징 국민정부의 주석대행 겸 행정원장직을 맡게 된다.
1945년, 일본이 패망하면서 일제의 괴뢰정부인 난징 국민정부도 자연히 해체된다. 천궁보는 일본으로 도주하였다.
이에 국민당은 일본의 중지나파견군 비망록을 통해서 일본으로 도주한 천궁보의 행방을 밝히게 되고, 그는 일본으로 38일간 도주 생활한 끝에 붙잡혀 중화민국으로 압송된다. 그리고, 다음해 1946년에 그는 '매국노'로 몰려 한간 재판에서 4월 12일 사형 선고를 받게 되었고, 6월 3일 장쑤성 쑤저우에서 총살 집행되어 처형되었다.

## 같이 보기
- 왕징웨이 정권
- 장제스
- 왕징웨이
- 랴오중카이
- 한간

| 전임 왕징웨이 | 제2대 왕징웨이 정권의 주석 1944년 11월 ~ 1945년 8월 | 후임 (일본제국 패망으로 정권 붕괴) |